# Gran Premio de España de Motociclismo de 1961
El Gran Premio de España de Motociclismo de 1961 fue la primera prueba de la temporada 1961 del Campeonato Mundial de Motociclismo. El Gran Premio se disputó el 23 de abril de 1961 en el Circuito de Montjuïch en Barcelona.
El Gran Premio de España integraría también dos carreras nacionales: una per los "Turismo de Serie" (ganada por Carlos Rocamora con Montesa) y una para el "Sport Nacional" (ganada por Mauricio Aschl de Bultaco).

## Resultados 250cc
Probablemente porque no había clases grandes en España, MV Agusta envió Gary Hocking con una MV Agusta 250 Bicilindrica a Barcelona. Ganó la carrera con bastante facilidad, pero los pilotos de Honda todavía no tenían la nuevo RC 162. En cambio, condujeron un modelo híbrido, con el cuadro de la nueva RC 162 pero aún con el motor de la RC 161. Tom Phillis pilotó la máquina al segundo lugar por delante de Silvio Grassetti en el Benelli 250 Mono Bialbero. Mike Hailwood todavía pilotaba su vieja Mondial 250 Bialbero, que había guardado para emergencias.
| Pos.    | Piloto              | Equipo      | Tiempo        | Pts. |
| ------- | ------------------- | ----------- | ------------- | ---- |
| 1       | Gary Hocking        | MV Agusta   | 1h 06' 34" 29 | 8    |
| 2       | Tom Phillis         | Honda       | +22" 43       | 6    |
| 3       | Silvio Grassetti    | Benelli     | +1' 05" 69    | 4    |
| 4       | Jim Redman          | Honda       | +1' 38" 61    | 3    |
| 5       | Hans Fischer        | MZ          | +2 giri       | 2    |
| 6       | Dan Shorey          | NSU         |               | 1    |
| Ret     | Tarquinio Provini   | Moto Morini | Ret           |      |
| Ret     | Bruno Spaggiari     | Benelli     | Ret           |      |
| Ret     | Mike Hailwood       | FB Mondial  | caduta        |      |
| Ret     | Ernst Degner        | Suzuki      | Ret           |      |
| Ret     | Frank Perris        | MZ          | Ret           |      |
| Ret     | Alfredo Flores      | Moto Guzzi  | Ret           |      |
| Ret     | Paddy Driver        | Suzuki      | Ret           |      |
| Ret     | Fron Purslow        | Aermacchi   | Ret           |      |
| Ret     | Raymond Bogaert     | ENB         | Ret           |      |
| Ret     | Len Turner          | NSU         | Ret           |      |
| Ret     | Bill Lindsay        | Ducati      | Ret           |      |
| Ret     | Siegfried Lohman    | Adler       | Ret           |      |
| DNQ     | Kunimitsu Takahashi | Honda       | DNQ           |      |
| DNQ     | Ralph Rensen        | Aermacchi   | DNQ           |      |
| DNQ     | Pierrot Vervroegen  | Ducati      | DNQ           |      |
| DNQ     | Alan Shepherd       | MZ          | DNQ           |      |
| DNQ     | Jules Nies          | ENB         | DNQ           |      |
| DNQ     | Manuel Dato         | Mondial     | DNQ           |      |
| DNQ     | Pedro Santos        | Mondial     | DNQ           |      |
| DNQ     | John Dixon          | Adler       | DNQ           |      |
| Fuente: |                     |             |               |      |

## Resultados 125cc
Tom Phillis ganó la carrera de 125cc con una Honda 2RC 143, que también debería ser un modelo intermedio hasta la llegada de la RC 144. Fue la primera victoria del campeonato mundial para una motocicleta japonesa. Ernst Degner fue segundo con la MZ RE 125 por delante de Jim Redman sobre la segundo Honda. Mike Hailwood condujo esta carrera con su nuevo EMC (motocicletas) y terminó cuarto.
| Pos. | Piloto                     | Moto      | Tiempo     | Pts. |
| ---- | -------------------------- | --------- | ---------- | ---- |
| 1    | Tom Phillis                | Honda     | 57' 12" 80 | 8    |
| 2    | Ernst Degner               | MZ        | +20" 60    | 6    |
| 3    | Jim Redman                 | Honda     | +33" 53    | 4    |
| 4    | Mike Hailwood              | EMC       | +38" 91    | 3    |
| 5    | John Grace                 | Bultaco   | +54" 92    | 2    |
| 6    | Ricardo Quintanilla        | Bultaco   | +1' 56" 38 | 1    |
| 7    | Ricardo Fargas             | Ducati    | +1 Vuelta  |      |
| 8    | Rex Avery                  | EMC       | +1 Vuelta  |      |
| 9    | César Gracia               | Montesa   | +1 Vuelta  |      |
| Ret  | Ralph Rensen               | Bultaco   | Ret        |      |
| Ret  | Johnny Grace               | Bultaco   | Ret        |      |
| Ret  | Francisco González Romero  | Bultaco   | Ret        |      |
| Ret  | Marcelo Cama               | Bultaco   | Ret        |      |
| Ret  | Hans Fischer               | MZ        | Ret        |      |
| Ret  | Jack Findlay               | Ducati    | Ret        |      |
| Ret  | Dan Shorey                 | Bultaco   | Ret        |      |
| Ret  | Enrique Sirera             | Montesa   | Ret        |      |
| Ret  | Jorge Sirera               | Montesa   | Ret        |      |
| Ret  | Eduardo Weering            | Montesa   | Ret        |      |
| DNQ  | Francisco González Sanchis | Bultaco   | DNQ        |      |
| DNQ  | José María Arenas          | Ducati    | DNQ        |      |
| DNQ  | Bruno Spaggiari            | Ducati    | DNQ        |      |
| DNQ  | Mauricio Aschl             | Bultaco   | DNQ        |      |
| DNQ  | Paddy Driver               | Suzuki    | DNQ        |      |
| DNQ  | Alan Shepherd              | MZ        | DNQ        |      |
| DNQ  | John Hempleman             | EMM       | DNQ        |      |
| DNQ  | Pierrot Vervroegen         | Ducati    | DNQ        |      |
| DNQ  | Jean Touzalin              | MV Agusta | DNQ        |      |
| DNQ  | Len Turner                 | Honda     | DNQ        |      |
| DNQ  | Bill Lindsay               | Ducati    | DNQ        |      |
| DNQ  | Manuel Dato                | Montesa   | DNQ        |      |
| DNQ  | Enrique Vernis             | Fopi      | DNQ        |      |
| DNQ  | Oriol Regás                | Fopi      | DNQ        |      |
| DNQ  | John Dixon                 | Rumi      | DNQ        |      |
| DNQ  | Larry Johnson              | Mondial   | DNQ        |      |
| DNQ  | Gianfranco Fiocchi         | Paton     | DNQ        |      |